# Filmåret 1906

## Årets filmer
- Konung Christian IX:s af Danmark begrafning
- Kriget i Östergötland
- Kung Oscars mottagning i Kristianstad
- Lappbilder
- Lika mot lika[1]
- Sillfiske i Bohuslän
- The Story of the Kelly Gang

## Födda
- 10 januari – Werner Fuetterer, tysk skådespelare.
- 6 mars – Lou Costello, amerikansk skådespelare och komiker.
- 14 mars – Nils Ericson, svensk skådespelare och sångare.
- 22 april – Eddie Albert, amerikansk skådespelare.
- 3 maj – Mary Astor, amerikansk skådespelare.
- 8 maj
  - Åke Askner, svensk skådespelare.
  - Roberto Rossellini, italiensk regissör.
- 28 maj – Aase Ziegler, dansk skådespelare och sångare.
- 31 maj – Holger Höglund, svensk skådespelare och manusförfattare.
- 9 juni – Emy Hagman, svensk skådespelare.
- 21 juni – Karin Kavli, svensk skådespelare och teaterchef.
- 22 juni – Billy Wilder, polsk-amerikansk filmregissör och producent.
- 24 juni – Eskil Eckert-Lundin, svensk kapellmästare, kompositör, arrangör av filmmusik, impressario och musikadministratör.
- 25 juni – Lisskulla Jobs, svensk skådespelare.
- 3 juli – George Sanders, rysk-amerikansk skådespelare.
- 15 juli – Arne Hedenö, svensk operettsångare och skådespelare.
- 28 juli – Carl-Johan Unger, svensk skådespelare.
- 1 augusti – Sören Aspelin, svensk skådespelare, revyartist, kompositör, musiker (piano) och teaterchef.
- 4 augusti – Harry Persson, svensk skådespelare och sångare.
- 5 augusti
  - Joan Hickson, brittisk skådespelare, känd som Miss Marple.
  - John Huston, amerikansk filmregissör.
- 9 augusti – Lilly Berggren, svensk skådespelare.
- 21 augusti – Friz Freleng, amerikansk animatör av skämtfilmer.
- 22 augusti – Stina Seelig, svensk skådespelare.
- 27 augusti – Signhild Björkman, svensk skådespelare.
- 30 augusti – Joan Blondell, amerikansk skådespelare.
- 5 september – Kate Thunman, svensk skådespelare.
- 14 september – Tord Stål, svensk skådespelare.
- 19 september – Olle Ekbladh, svensk skådespelare.
- 6 oktober – Janet Gaynor, amerikansk skådespelare.
- 2 november – Luchino Visconti, italiensk regissör och manusförfattare.
- 6 november – Gus Dahlström, svensk skådespelare och musiker.
- 15 november – Sven Löfgren, svensk rekvisitör och skådespelare.
- 27 november – Olle Florin, svensk skådespelare.
- 24 december – Franz Waxman, tysk-amerikansk kompositör av filmmusik.
- 25 december – Hilding Bladh, svensk filmfotograf.
- 30 december – Carol Reed, amerikansk regissör, Den tredje mannen.

## Avlidna
- 9 juni – Aranka Hegyi, ungersk skådespelare.
- 26 augusti – Eugen Gura, tysk operasångare och skådespelare.

### Fotnoter
1. ↑  IMDB, läst 29 februari 2012